# Fred Rodriguez
Fred Rodriguez (født 3. september 1973 i Bogotá, Colombia) er en tidligere professionel amerikansk landevejscykelrytter. Han kører for Rock Racing. Hans kælenavn er Fast Freddie (Hurtige Freddie) på grund af hans erfaringer som sprinter. Han har været amerikansk mester tre gange. Rodriguez var en af Robbie McEwens vigtigste hjælperyttere.